# Li Siguang

Li Siguang auf einer Briefmarke der Volksrepublik China aus dem Jahr 1988

Li Siguang chinesisch 李四光, Pinyin Lǐ Sìguāng (* 26. Oktober 1889 in Huanggang, Provinz Hubei, Chinesisches Kaiserreich; † 29. April 1971 in Peking, Volksrepublik China) war ein chinesischer Geologe mongolischer Herkunft und chinesischer Minister für Geologie. Er war Mitbegründer der Geological Society of China (中国地质学会) sowie Mitglied und Vizepräsident der Chinesischen Akademie der Wissenschaften.
Das zuerst von Yu Zuxiang entdeckte Mineral Lisiguangit ist nach ihm benannt. 